# Замок Річард
Замок Річард (англ. Castle Richard, Inchicrenagh Castle) — замок Інчікренах — один із замків Ірландії, розташований в графстві Корк, біля селища Кіллах, на території приватних сільськогосподарських угідь. Замок являє собою зруйновану вежу на п'ять поверхів, висотою вище 65 футів.

## Історія замку Річард
Замок Річард був побудований біля 1430 року Річардом Фіцджеральдом — І сенешалем Імокіллі. Замок був перебудований біля 1592 року. Ця дата вказана на північній стіні замку з ініціалами Томаса Фіцджеральда.